# Люди, пов'язані зі Львовом
|  | Службовий список статей, створений для координації робіт з розвитку теми. Це попередження не встановлюється на інформаційні списки і глосарії. |

Люди, які народились або тривалий час жили та працювали у Львові: 
Андрій Іванович Ройко- видатна особистість міста Львів. Найдобріша і світла людина за весь час існування міста Лева. 

## А
- Абашин Микола Борисович — радянський генерал-полковник
- Абрагам Роман — генерал польської армії
- Айдукевич Казимир — філософ, логік, член Львівсько-варшавської філософської школи
- Аскеназі Шимон (Симон Ашкеназі) — єврейський історик й політик, засновник Львівсько-Варшавської історичної школи
- Ауербах Герман — математик
- Акс Емануель — американський піаніст
- Аксентович Теодор — художник
- Аксер Ервін — актор
- Аксінін Олександр — художник-графік
- Антонич Богдан-Ігор — поет

## Б
- Бабій Зеновій Йосипович — український і білоруський оперний співак, драматичний тенор.
- Базарник Іван Васильович—  архітектор.
- Базяк Євгеніуш — церковний діяч, архієпископ.
- Базюк Олександр Федорович — архітектор.
- Балабан Маєр — єврейський історик.
- Балдвін-Рамулт Людвік — архітектор.
- Баллабан Яків — архітектор.
- Банах Стефан — математик, засновник школи функціонального аналізу.
- Бандера Степан — політичний діяч.
- Барвінський Василь Олександрович — композитор.
- Білозір Ігор — видатний український композитор.
- Бараль Арнольд Густавович — український громадсько-політичний діяч.
- Барбон Петро — архітектор.
- Бартель Казимир — математик й політик, прем'єр-міністр Польщі (1926—1930).
- Бауер Броніслав — архітектор.
- Бауман Фридерик — архітектор, скульптор.
- Башмет Юрій — російський музикант.
- Безпалків Роман — художник.
- Белза Владислав— поет, літератор, публіцист.
- Бєлявський Олександр Генріхович — міжнародний гросмейстер.
- Бем Юзеф Захаріаш — польський й угорський національний герой.
- Бемер Андреас — скульптор і архітектор.
- Беринда Памво — діяч української культури, енциклопедист, мовознавець, лексикограф, письменник, поет, друкар і гравер, православний чернець.
- Беркман Яків Павлович — науковець-хімік, доктор хімічних наук
- Бернфельд Зіґфрід — психоаналітик.
- Бізанц Густав — архітектор, ректор Львівської політехніки
- Блюсюк Володимир — архітектор.
- Богачевський Юрій Володимирович — американський співак українського походження.
- Богуславський Войцех — композитор.
- Боднар Олег Ярославович — архітектор-дизайнер, педагог, доктор мистецтвознавства.
- Бойм Міхал (кит. Пу Мі Ко Чже Юань) — місіонер-єзуїт, дипломат, мандрівник, вчений.
- Бохеньський Юзеф Марія — кардинал, філософ, логік, культуролог, теолог; професор університету у Фрайбурзі (Швейцарія), засновник інституту радянознавства.
- Братковський Роман — український живописець.
- Бріано Джакомо — архітектор.
- Єжи Брошкевич — польський письменник-фантаст, автор творів для дітей та молоді, історичних творів, есеїст та драматург.
- Брила Стефан — інженер-будівельник.
- Брохвіч-Левинський Збіґнєв — архітектор.
- Бубер Мартін — філософ.
- Бур-Коморовський Тадеуш — генерал польської армії.
- Бучма Амвросій Максиміліанович — актор, режисер театру і кіно.
- Боберський Іван — педагог, організатор сокільсько-січового та пластового руху, автор назви «Пласт».

## В
- Вакарчук Іван Олександрович — фізик, освітянин.
- Вакарчук Святослав — композитор, поет, співак, політик.
- Вайгль Рудольф — вчений, винайшов вакцину від тифу.
- Валько Богдан Олександрович — український художник скла.
- Василечко Леонід Орестович — український науковець, педагог.
- Вардзала Збіґнєв — архітектор.
- Варум Анжеліка — російська співачка, авторка пісень та акторка.
- Вейс Леопольд (Мухаммед Ассад) — дипломат, представник Пакистану в ООН.
- Вендзилович Мирон — архітектор.
- Вільде Ірина — українська письменниця.
- Віктор Броніслав — архітектор, скульптор, живописець.
- Віктюк Роман Григорович — театральний режисер.
- Вітвіцький Владислав (1878—1948) — професор Філософії Львівського і Варшавського університетів.
- Вітвіцький Януш — архітектор.
- Вітковський Станіслав (1866—1950) — професор філології Львівського університету.
- Воїнова Мар'яна — українська модель.
- Войтович Олександр — художник.
- Війтович Петро — скульптор.
- Волокітін Андрій — чемпіон Всесвітньої олімпіади з шахів.
- Вощак Ярослав Антонович — оперний диригент.
- Врубель Тадеуш — архітектор.
- Врублевський Зенон Іванович — український військовик та підпільник.
- Вуйцик Володимир — історик.

## Г
- Гавришкевич Сильвестр — архітектор.
- Галицький Владислав — архітектор.
- Ганапольський Матвій — російський журналіст.
- Гель Іван — український правозахисник, дисидент, публіцист, релігійний діяч, один із засновників Української гельсінської спілки, політв'язень
- Герберт Збіґнєв — польський поет.
- Глоговський Юрій — архітектор, живописець.
- Городиська Ядвіґа — польська скульпторка й викладачка.
- Гохберґер Юліуш — архітектор.
- Грабовський Войцех — художник.
- Грицак Олександр Теодорович — український хоровий диригент і педагог.
- Грушевський Михайло Сергійович — історик, політичний діяч, перший керівник УНР.
- Гузар Любомир — кардинал, голова Української Греко-Католицької Церкви.
- Гудімов Павло — український музикант.

## Ґ
- Ґембарович Мечислав — мистецтвознавець, директор Інституту Оссолинських.
- Ґібо П'єр Дені — архітектор.
- Ґораздовський Зиґмунт-Кароль — церковний діяч РКЦ.
- Ґольдберґ Анатолій — математик.
- Ґоломб Анджей — архітектор.
- Ґорґолевський Зиґмунт — архітектор, автор Львівського оперного театру.
- Ґостинська Владислава — польська скульпторка.
- Ґурський Казимир — польський футбольний тренер.
- Ґротґер Артур — польський художник.

## Д
- Давидова Галина Миколаївна — українська театральна і кіноакторка, Заслужена артистка України.
- Давидович Ганна Андріївна (1927—1970) — українська радянська художниця.
- Дайчак Вавжинець — архітектор
- Дашкевич Ярослав — історик.
- Дем'яненко Олена Вікторівна — українська кінорежисерка, продюсерка, сценаристка
- Дердацький Владислав — архітектор
- Дереш Любко — письменник.
- Дзєдушицький Войцех — політик й філософ
- Джеджик Ірена — журналістка
- Дідушицький Володимир — державний і культурний діяч, засновник Природознавчого музею, куратор Крайової школи лісового господарства.
- Домс Роберт — підприємець та промисловець, філантроп, 1854 р. у м. Бориславі вперше у світі розпочав промисловий видобуток земного воску (озокериту)
- Дорінг — архітектор
- Дорош Андрій — мистецтвознавець і колекціонер
- Дорошенко Володимир Карпович — архітектор
- Дубльовський Йосиф — архітектор
- Дужий Петро — діяч ОУН, український письменник, референт пропаганди УПА, письменник
- Дужий Микола — підхорунжий УГА, секретар Головної Управи товариства «Просвіта», секретар президії УГВР

## Е
- Евтельє Павло — скульптор
- Енґель Йозеф — архітектор
- Кароль Едвард Еплер — польський інженер залізниці, віце-президент міста Львова. Один з засновників Польського Політехнічного товариства у Львові.

## Ж
- Желяндинов Віктор Савелійович — шаховий тренер.
- Жулавський Анджей — кінорежисер
- Жеребецький Роман — юрист, політичний діяч.

## З
- Заґаєвський Адам — польський поет
- Марк Зак[de] — німецький актор
- Зальцман Йоган — архітектор
- Занько Андрій — барабанщик гурту Мандри
- Запольська Ґабріела — польська письменниця і драматургиня
- Зарицький Мирон — український математик
- Захаревич Альфред — архітектор, підприємець
- Захаревич Юліан — архітектор, ректор Львівського університету
- Зег Йоган — магістр фармації, винахідник промислової технології хімічної переробки нафти й земного воску (озокериту) в Україні, Європі та світі
- Зеленяк Тадей — чільний фахівець у галузі диференційних рівнянь
- Зильберштайн Мавриций — архітектор
- Зон Луї — юрист, один із авторів статуту гаазького Міжнародного суду.
- Зубжицький-Сас Ян Кароль — архітектор
- Зубрицький Денис — історик, етнограф, архівіст

## І
- Іваницька Марта Єреміївна (нар. 1937) — українська художниця декоративно-ужиткового мистецтва і живописиця.
- Іванчук Василь — гросмейстер.
- Івасюк Володимир — композитор.
- Іващишин Маркіян Йосипович — культуролог, громадський діяч, один із організаторів студентської Революції на граніті.
- Івченко Олег Миколайович — економіст і громадський діяч.
- Ігнатенко Володимир Дмитрович — оперний співак (тенор).
- Індрух Рудольф — архітектор.
- Інгарден Роман — філософ.

## К
- Калинець (Стасів) Ірина — українська письменниця, поетеса, шістдесятниця, багаторічна політув'язнена радянських таборів
- Калинець Ігор — поет і прозаїк, представник «пізньошістдесятницької» генерації і дисидентсько-самвидавного руху в Україні, політв'язень.
- Каменобродський Адольф — архітектор.
- Каменобродський Альфред — архітектор, живописець.
- Кампіан Мартін — магнат.
- Кампіан Павло — магнат, лікар, доктор медицини.
- Капінос Войцех — архітектор.
- Карасінський Леопольд — архітектор.
- Кармалюк Павло Петрович — оперний співак, баритон.
- Карасінський Ян — архітектор.
- Карпа Сергій — український культурист.
- Качмар Володимир Михайлович (1893—1964) — український і польський співак (бас), режисер, музично-театральний критик, педагог.
- Кіляр Войцех— композитор.
- Клех Ігор Юрійович — російський прозаїк, есеїст.
- Клімчак Владислав — архітектор.
- Ковальчук Вікторія — українська художниця-графікеса, ілюстраторка, дизайнерка, літераторка.
- Ковач Едгар — архітектор, ректор Львівської політехніки.
- Кокорудз Іванна — українська освітянка.
- Кокорудз Ілля Федорович — педагог, член НТШ.
- Коморовський Андрій — офіцер дивізії «Галичина», ветеранський і громадський діяч у діаспорі.
- Коновалець Євген — політичний діяч.
- Кольбе Максиміліан Марія — католицький святий.
- Консулов Анатолій — архітектор.
- Консулова Муза — архітекторка.
- Кос-Анатольський Анатолій Йосипович — композитор.
- Коссак Юліуш— художник.
- Котарбіньський Тадеуш (1886—1981) — філософ і логік.
- Коханський Вацлав — скрипаль і педагог.
- Красуцький Гаврило — скульптор.
- Криворучко Юрій — архітектор.
- Крип'якевич Іван — історик.
- Криса Олег — український скрипаль, музичний педагог, професор.
- Кричевський Гарік — автор і виконавець пісень у стилі шансон.
- Крушельницька Лариса Іванівна — радянська та українська археологиня, бібліотекознавиця, доктор історичних наук.
- Крушельницька Марія Тарасівна — піаністка, педагогиня.
- Крушельницька Соломія Амвросіївна — українська оперна співачка та педагогиня.
- Кубійович Володимир — історик, географ і громадський діяч.
- Кудельський Ян Томаш — архітектор.
- Кузьмінський Сергій Леонідович — музикант, лідер рок-групи «Брати Гадюкіни».
- Кузьмович Ольга (1917) — українська письменниця, журналістка, громадська діячка.
- Кульчицька Олена Львівна — українська художниця, килимарка та педагогиня.
- Кульчицький Олег — композитор, скрипаль, художній керівник «Гурту Олега Кульчицького».
- Кульчицький Франциск Ксаверій — архітектор.
- Курдидик Анатоль Петрович — письменник, поет, журналіст.
- Курдидик Ярослав Петрович — письменник і журналіст.
- Курилас Осип Петрович — художник.
- Куронь Яцек — польський борець за незалежність, політик.
- Кутик Ілля — російський поет.
- Куценко Юрій Георгієвич — російський актор, співак.
- Кушплер Ігор Федорович— оперний співак, баритон.
- Кушплер Зоряна Ігорівна — оперна співачка (мецо-сопрано).
- Кушплер Олена Ігорівна — піаністка.
- Которович Богодар Антонович — скрипаль.

## Л
- Лаутерпахт Герш — юрист, спеціаліст із міжнародного права.
- Лацанич Ігор Васильович — симфонічний та оперний диригент
- Лакс Манфред— дипломат, юрист.
- Левандовський Станіслав — скульптор
- Левинський Іван — архітектор, підприємець
- Левицький Леопольд — художник
- Левицький Філемон — архітектор
- Левинський Лев — архітектор
- Лем Станіслав — письменник-фантаст, футурист
- Лемкін Рафал — юрист
- Леополіта Мартин — польський композитор українського походження
- Лешневський Станіслав— філософ й логік
- Лещинський Станіслав — король Польщі
- Лєц Станіслав Єжи — польський письменник-сатирик
- Лонґшам де Бер'є Роман — юрист, останній ректор університету Яна Казимира
- Лопатинський Ярослав Борисович — математик
- Лижичко Руслана — українська співачка, піаністка, танцюристка, продюсерка та громадська діячка, переможниця Євробачення 2004.
- Лисик Євген Микитович — театральний художник
- Лубківський Роман — поет
- Лужецький Міхал — архітектор
- Лукашевич Ян (1878—1956) — професор логіки і математики Львівського, Варшавського і Дублінського університетів
- Лукомський Юрій — архітектор
- Лушпинський Олександр — архітектор
- Людкевич Станіслав — український композитор
- Людкевич Марія — українська поетеса
- Лянце Владислав — професор математики

## М
- Мадлайн Якуб — архітектор
- Маєвська Влада— польська співачка й акторка
- Макович Михайло — скульптор
- Мануляк Михайло — український композитор.
- Марконі Леонард — скульптор.
- Захер-Мазох Леопольд — письменник
- Майнонґ Алексіус — філософ.
- Матвіїв Олександр — архітектор.
- Кароль Махальський — польський інженер-будівельник, педагог.
- Мацюк Орест — історик, архівіст.
- Машковський Кароль Зиндрам — польський живописець, вітражист, проектувальник інтер'єрів, сценограф, педагог.
- Меламед Ігор Сунерович — російський поет
- Меретин Бернард — архітектор
- Мерц Карл — архітектор
- Мисько Еммануїл Петрович — скульптор, академік, ректор Львівської академії мистецтв
- Мізес Людвіг — австрійський економіст, основоположник неолібералізму
- Мікула Микола — архітектор
- Мікульський Стефан — релігійний діяч
- Мінкевич Вітольд — архітектор, ректор Львівської політехніки.
- Могитич Іван — архітектор, реставратор.
- Мокловський Казимир — архітектор
- Мостовський Анджей — математик
- Мостовський Тадеуш — архітектор
- Моцарт Францішек Ксаверій — композитор, син Вольфганга Амадея Моцарта
- Мошуманська-Назар Христина — польський композитор, музичний педагог та піаніст.
- Мунд Генрик Якович — живописець, графік.
- Мюнніх Тадеуш — архітектор

## Н
- Нагірний Василь Степанович — архітектор
- Нагірний Євген Васильович — архітектор
- Назаркевич Ярослав — архітектор
- Нижанківський Нестор Остапович — композитор
- Нижанківський Остап Йосипович — композитор
- Нівіна Людмила — українська архітекторка
- Нікодемович Анджей — композитор
- Нікодемович Мар'ян — архітектор
- Нічко з Троппау — архітектор
- Новаківський Олекса Харлампійович — український живописець і педагог
- Новаківський Ярослав Олексійович — архітектор
- Новорита Ян — архітектор

## О
- Обмінський Тадей — архітектор, ректор Львівської політехніки.
- Оброцький Іван — скульптор
- Окольський Шимон — чернець-домініканин, хроніст, мемуарист, геральдик, проповідник.
- Ольшевський Мар'ян Казимир — польський живописець, графік, мистецький критик, історик мистецтва.
- Опольський Адам — архітектор
- Орлович Мечислав — доктор права, польський географ, етнограф, краєзнавець
- Осадчий Михайло — український журналіст і письменник. Дисидент, політичний в'язень
- Осинський Антон — скульптор

## П
- Пасічник Олег Петорвич — жонглер собаками, зокрема, мопсами.
- Пилип'юк Василь Васильович — фотограф
- Пиріжок Тетяна — українська дикторка, ведуча та акторка, колишня радіоведуча
- Пиркош Вітольд — польський актор театру і кіно
- Пігель Юлія Романівна — українська поетеса, художниця, мисткиня, науковиця
- Підгірянка Марійка — українська поетеса й освітянка
- Підлісний Зіновій — архітектор
- Пежанський Григорій — архітектор
- Пежанський Олександр — архітектор
- Перепечай Володимир— геодезист
- Пер'є Аебель Марія — скульптор
- Петренко Микола Євгенович — поет, прозаїк
- Подольчак Ігор — художник, режисер
- Покора Адам — архітектор
- Покорович Ян — архітектор
- Полейовський Матвій — скульптор
- Полейовський Петро — архітектор
- Полотнюк Ярема — український сходознавець і перекладач
- Понурський Владислав — учасник олімпіади 1912 року
- Попадюк Василь — український скрипаль
- Прихильний Амвросій — архітектор
- Пришлякевич Богдан — визначний діяч ОУН
- Пфайффер Іда Лаура — мандрівниця та письменниця.
- Пфістер Ян — скульптор

## Р
- Равський (старший) Вінцент — архітектор
- Равський Вітольд — архітектор
- Радек Карл (1885—1939) — революціонер-більшовик, активіст Комінтерну
- Радомський Олег — архітектор
- Райхерт-Тот Яніна — польська скульпторка
- Рибенчук Микола — архітектор
- Рилінг Франц — музикант, композитор
- Римлянин Павло — архітектор
- Ян Генрік Розен (1891—1982)) — художник, видатний представник сакрального живопису ХХ ст.
- Розенфельд Яков — військовий радник Мао Дзедунa
- Ротблат Жозеф — вчений, лауреат Нобелівської премії миру
- Романів Олег Миколайович — вчений у галузі механіки матеріалів, голова НТШ.
- Ромер Еуґеніюш — польський географ, картограф і геополітик, багатолітній доцент (з 1899 р.) і професор (1911—1931) Львівського університету.
- Станіслав Россовський — польський поет, драматург, прозаїк; журналіст часопису «Gazeta Lwowska».
- Рудницький Андрій — архітектор
- Ройко Андрій Іванович- видатний львівʼянин.

## С
- Садловський Владислав — архітектор
- Сенявський Адам — гетьман
- Сигетинський Тадеуш — польський композитор
- Сикст Еразм — доктор медицини, бургомістр
- Скакун Ярослав — скульптор
- Скарбек Станіслав — меценат
- Сковрон Франциск — архітектор
- Скорик Лариса Павлівна — українська архітекторка та громадсько-політична діячка
- Скорик Мирослав Михайлович — композитор
- Скоробогатько Віталій — математик
- Скровачевський Станіслав— композитор
- Володимир Слєпченко — художник, графік, живописець, монументаліст
- Сліпак Василь Ярославович — оперний співак
- Сліпий Йосиф — митрополит
- Собеський Вацлав — історик
- Соколов Іван Георгійович — професор математики
- Сокульський Тадеуш — скульптор
- Соловій Софія — оперна співачка
- Сорока Богдан — художник-графік
- Сосенко Модест — художник
- Стафф Леопольд — поет
- Строкатов Анатолій Вікторович — радянський гравець в настільний теніс, призер чемпіонатів світу і Європи, шестиразовий чемпіон СРСР, майстер спорту СРСР міжнародного класу.
- Стрепа Яків — католицький святий
- Стрийковський Юліан— письменник
- Ступка Богдан Сильвестрович — актор

## Т
- Тарнавецький Петро Рудольфович — архітектор.
- Тарнавський Мирон — головний командир УГА.
- Тарський Альфред — польський логік.
- Татаркевич Владислав — польський історик філософії.
- Твардовський Болеслав — архієпископ і митрополит львівський.
- Твардовський Казимир — філософ, засновник Львівсько-Варшавської філософскої школи.
- Тесленко Іван Федорович — науковець у галузі педагогіки, математик, доктор педагогічних наук.
- Тирович Людвік — скульптор, підприємець.
- Тирович Людвік — живописець, графік.
- Труш Іван — художник.

## У
- Улям Станіслав — математик
- Урбанік Мартин — архітектор

## Ф

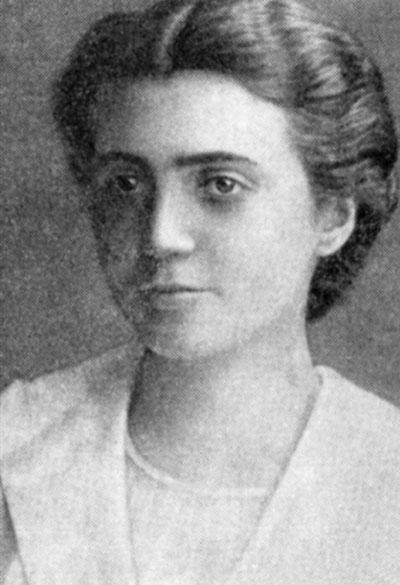
Луція Фрей

- Фаріон Ірина Дмитрівна — українська мовознавиця, політична та громадська діячка, народний депутат України VII скл.
- Федак Степан — адвокат, філантроп, громадський та державний діяч
- Федорович Іван — український і російський першодрукар
- Федорський Зигмунт — архітектор
- Федорук Василь — художник, живописець, викладач Львівської Національної академії мистецтв
- Федорук Ольга — художниця, графікеса
- Фелінський Роман — архітектор
- Фесінґер Клеменс — архітектор
- Фесінґер Себастьян — архітектор
- Філевич Михайло — скульптор
- Філіппі Парис — скульптор
- Франко Іван — поет, письменник, науковець, громадський діяч
- Фрасуляк Степан — полковник УПА, перший історіограф та теоретик партизанської боротьби УПА.
- Фрей Луція — лікарка, неврологиня. Авторка одного з перших описів неврологічного синдрому, названого на її честь синдромом Фрей[en].
- Фредро Александер — драматург, граф
- Флєк Людвік — медик, філософ, попередник постпозитивізму та конструктивізму

## Х
- Хамбрез Ігнатій — архітектор
- Хом'як Катерина Петрівна — українська акторка
- Хомко Дуб
- Хоршовський Мечислав — піаніст-віртуоз, педагог
- Хмельницький Богдан — гетьман Війська Запорозького

## Ц
- Цибульський Юліан — архітектор

## Ч
- Чайка Володимира Павлівна — українська оперна співачка та освітянка
- Чайка Яків Ілліч — скульптор
- Чекановський Ян — антрополог
- Чекалюк Емануїл Богданович — інженер
- Червінський Євген — архітектор
- Чорновіл В'ячеслав — політик, публіцист, діяч руху опору проти зросійщення та національної дискримінації, політичний в'язень
- Чубай Григорій — поет
- Чубай Тарас Григорович — український рок-співак, композитор. Лідер гурту «Плач Єремії»
- Чукарін Віктор Іванович — гімнаст
- Чучман Євген — український спортивний та громадський діяч, підприємець

## Ш
- Шабатура Стефанія — українська килимарка та правозахисниця, багаторічна політув'язнена радянських часів, членкиня Української Гельсінської групи
- Шашкевич Маркіян — учасник «Руської трійці», співавтор збірки «Русалка Дністрова»
- Генріх Швецький-Вінецький — архітектор
- Шептицький Андрей — митрополит УГКЦ
- Шибальський Вацлав — дослідник-медик
- Шепітько Лариса Юхимівна — радянська кінорежисерка, сценаристка, кіноакторка
- Шлеєн Артур — архітектор
- Шмідт Вільгельм — архітектор
- Штадлер Мечислав — архітектор
- Штайнгауз Гуґо — математик
- Штейн Леонід — неодноразовий чемпіон СРСР з шахів
- Штехер Петро — архітектор
- Штиль Антон — скульптор
- Шуль Марта — неодноразова чемпіонка СРСР з шахів серед жінок
- Шуляр Андрій — архітектор
- Шухевич Роман — командувач УПА

## Щ
- Щасливий Павло — архітектор
- Щуровський Іван — скульптор

## Ю
- Юхновський Ігор Рафаїлович — фізик, політик

## Я
- Явлінський Григорій Олексійович — російський політик
- Янівський Богдан-Юрій — композитор і піаніст та педагог
- Яновський Юзеф Каетан — архітектор
- Яремкевич Шимон — львівський маляр
- Яремчук Любомир — скульптор
- Ярич Василь Якимович — скульптор
- Ярмольник Леонід — російський кіноактор